# NGC 6443
NGC 6443 (również PGC 60783 lub UGC 10967) – galaktyka spiralna (Sab), znajdująca się w gwiazdozbiorze Herkulesa. Odkrył ją Lewis A. Swift 22 października 1886 roku.